# あっちむいてほい (NEWSの曲)
『あっちむいてほい』はNEWSの31枚目のシングル。2024年11月13日にELOV-Labelから発売された。CD発売に先駆け、同年11月4日に各種サブスクリプション&ダウンロードサービスにて先行配信リリースされた。

## 概要
NEWSにとって500曲目のアニバーサリー楽曲。9月15日のグループ結成日に実施されたYouTubeチャンネルでの生配信でリリース決定が発表され、初回盤A、初回盤B、通常盤（初回プレス）、通常盤、ファミクラストア オンライン限定盤の全5パターンで発売された。ジャケット写真では遊びのあっちむいてほいを象徴するような人差し指のアイコンが使用されている。
表題曲「あっちむいてほい」は小山慶一郎が主演を務めるテレビドラマ『高杉さん家のおべんとう』の主題歌に起用され、9月25日に公開されたドラマの第1話の予告編動画で楽曲の音源が初公開された。ドラマの世界観と同じく「家族」がテーマになっており、〈僕をほっといてくれよな〉の後に〈ホントは喋りたかった〉というような思春期を迎えた子供、自分の子供について〈ガチムズイ〉と感じる保護者など、互いに素直になれない関係性が、軽やかでキャッチーな楽曲に乗せて綴られている。そしてシティポップ調とヒップホップ調のパートが挟み込まれた賑やかな構成、セリフやラップ、言葉遊びを巧みに取り入れた歌詞が相まり、一度聴いたら忘れられないクセになる1曲に仕上がっている。
11月8日からは本作のリリースを記念して「#あっちむいてほい踊ってみた」キャンペーンと題し、TikTok・YouTube・Instagramでの楽曲のダンス動画を募集する企画が特設サイトで行われた。「キッズ部門」「学生部門」「社会人部門」「シルバー部門」「ダンス部 部門」「Team NEWS部門」の計6部門でダンス動画を募集し、審査員はNEWS自身が務める。優秀賞に選ばれた応募者のもとには後日メンバーが訪問し、その様子はNEWS公式YouTubeにて公開された。

## 仕様・特典
仕様
- 初回盤A - 6面12Pジャケット、視聴シリアルコード①封入
- 初回盤B - 6面12Pジャケット、視聴シリアルコード②封入
- 通常盤（初回プレス） - 限定ジャケット仕様、「あっちむいてほい」スペシャルステッカー封入
- 通常盤 - 4面8Pジャケット（初回プレスとはデザインが異なる）、視聴シリアルコード③封入
- ファミクラストア オンライン限定盤 - スペシャルBOX仕様、4面8Pジャケット、NEWSさん家のおべんとう袋（ランチトートバッグ）

3形態購入特典
視聴シリアルコード①②③を1つずつ・計3つで「あっちむいてほい SPECIAL LIVE」期間限定配信を視聴できる。

## 収録曲
クレジット出典

### CD

#### 初回盤A
1. あっちむいてほい
作詞・作曲・編曲：ぜったくん
  - 小山慶一郎主演 日本テレビ系「水曜プラチナイト」『高杉さん家のおべんとう』主題歌[15]
2. BAD
作詞・作曲・編曲：ヒロイズム
3. チェリッシュ（NEWS PREMIUM LIVE 2024 Ver.）
作詞・作曲・編曲：福士健太郎

#### 初回盤B
1. あっちむいてほい
2. BAD
3. ROOOTS（LuckyFes 2024 Ver.）
作詞・作曲：NEWS

#### 通常盤
1. あっちむいてほい
2. BAD
3. AI AI AI
作詞：ヒロイズム、篠原とまと / 作曲・編曲：ヒロイズム
4. LOST & FOUND
作詞・作曲・編曲：ヒロイズム
5. あっちむいてほい（オリジナル・カラオケ）
6. BAD（オリジナル・カラオケ）
7. AI AI AI（オリジナル・カラオケ）
8. LOST & FOUND（オリジナル・カラオケ）

#### ファミクラストア オンライン限定盤
1. あっちむいてほい
2. BAD
3. レプリカ
作詞：篠原とまと / 作曲：佐々木“コジロー”貴之、辻村有記 / 編曲：佐々木“コジロー”貴之

### Blu-ray/DVD

#### 初回盤A
約41分収録。
- 「あっちむいてほい」Music Video & Making

#### 初回盤B
約40分収録。
- LuckyFes 2024
2024年7月15日に茨城県の国営ひたち海浜公園で行われたライブフェスに出演した映像を収録[11][21]。
  - weeeek
  - BLUE
  - フルスイング
  - MC
  - BURN
  - ROOOTS
  - 夜よ踊れ
  - チャンカパーナ
  - SUMMER TIME
  - MC
  - U R not alone

## チャート成績
初週13.3万枚を売り上げ、11月25日付の最新オリコン週間シングルランキングで初登場1位を獲得し、「デビュー（1st）からのシングル連続1位獲得作品数」を31作に更新した。